# Kathleen Lockhart
Kathleen Lockhart (* 9. August 1894 in Southsea nahe Portsmouth, England, als Kathleen Arthur; † 18. Februar 1978 in Los Angeles, Kalifornien) war eine britische Schauspielerin.

## Leben und Karriere
An der Südküste Englands geboren, trat Kathleen Arthur bereits früh als Schauspielerin und Musikerin auf. Nach dem Beginn ihrer Schauspielkarriere in England emigrierte sie 1924 in die Vereinigten Staaten. Im selben Jahr heiratete sie dort ihren Ehemann, den kanadischen Schauspieler Gene Lockhart. Gene und Kathleen Lockhart sollten eine kleine Schauspielerdynastie begründen: Sowohl Tochter June Lockhart (* 1925) als auch Enkelin Anne Lockhart (* 1953) wurden Schauspielerinnen. 
Nach mehreren Rollen am Broadway trat Lockhart im Jahr 1933 erstmals in einem Film auf. Bis 1959 spielte sie in 39 Filmen, meist als Nebendarstellerin in damenhaften und freundlichen Mutterrollen. An der Seite ihres Mannes trat sie dabei in gleich mehreren Filmen auf, unter anderem waren sie Mr. und Mrs. Cratchit in der Dickens-Verfilmung A Christmas Carol (auch ihre Tochter June gab in diesem Film als Cratchit-Tochter ihr Filmdebüt). Ihren einzigen Fernsehauftritt hatte Lockhart 1953 in der Fernsehshow Robert Montgomery Presents  von Robert Montgomery. Eine ihrer letzten Rollen verkörperte Lockhart 1954 als Mutter des von James Stewart verkörperten Glenn Miller in Anthony Manns Filmbiografie Die Glenn Miller Story. 
Nach dem Tode ihres Ehemannes Gene im Jahr 1957 zog sie sich zunehmend aus dem Schauspielgeschäft zurück. 1978 verstarb sie mit 83 Jahren in Kalifornien und wurde neben Gene Lockhart auf dem Holy Cross Cemetery in Culver City bestattet. Für ihre Filmarbeit besitzt sie einen Stern auf dem Hollywood Walk of Fame.

## Filmografie (Auswahl)
- 1936: The Devil Is a Sissy
- 1937: Musik in den Fäusten (Something to Sing About)
- 1938: A Christmas Carol
- 1938: Blondie
- 1938: Singende Herzen (Sweethearts)
- 1939: Rache für Alamo (Man of Conquest)
- 1941: Love Crazy
- 1943: Der kleine Engel (Lost Angel)
- 1943: Botschafter in Moskau (Mission to Moscow)
- 1945: Eine Frau mit Unternehmungsgeist (Roughly Speaking)
- 1946: In Ketten um Kap Horn (Two Years Before the Mast)
- 1946: The Strange Woman
- 1947: Tabu der Gerechten (Gentleman's Agreement)
- 1947: Es begann in Schneiders Opernhaus (Mother Wore Tights)
- 1947: Die Dame im See (Lady in the Lake)
- 1952: Schiff ohne Heimat (Plymouth Adventure)
- 1954: Die Glenn Miller Story (The Glenn Miller Story)
- 1959: Die Ratten von Detroit (The Purple Gang)